# Cemophora coccinea
Cemophora coccinea là một loài rắn trong họ Rắn nước. Loài này được Blumenbach mô tả khoa học đầu tiên năm 1788.

## Hình ảnh

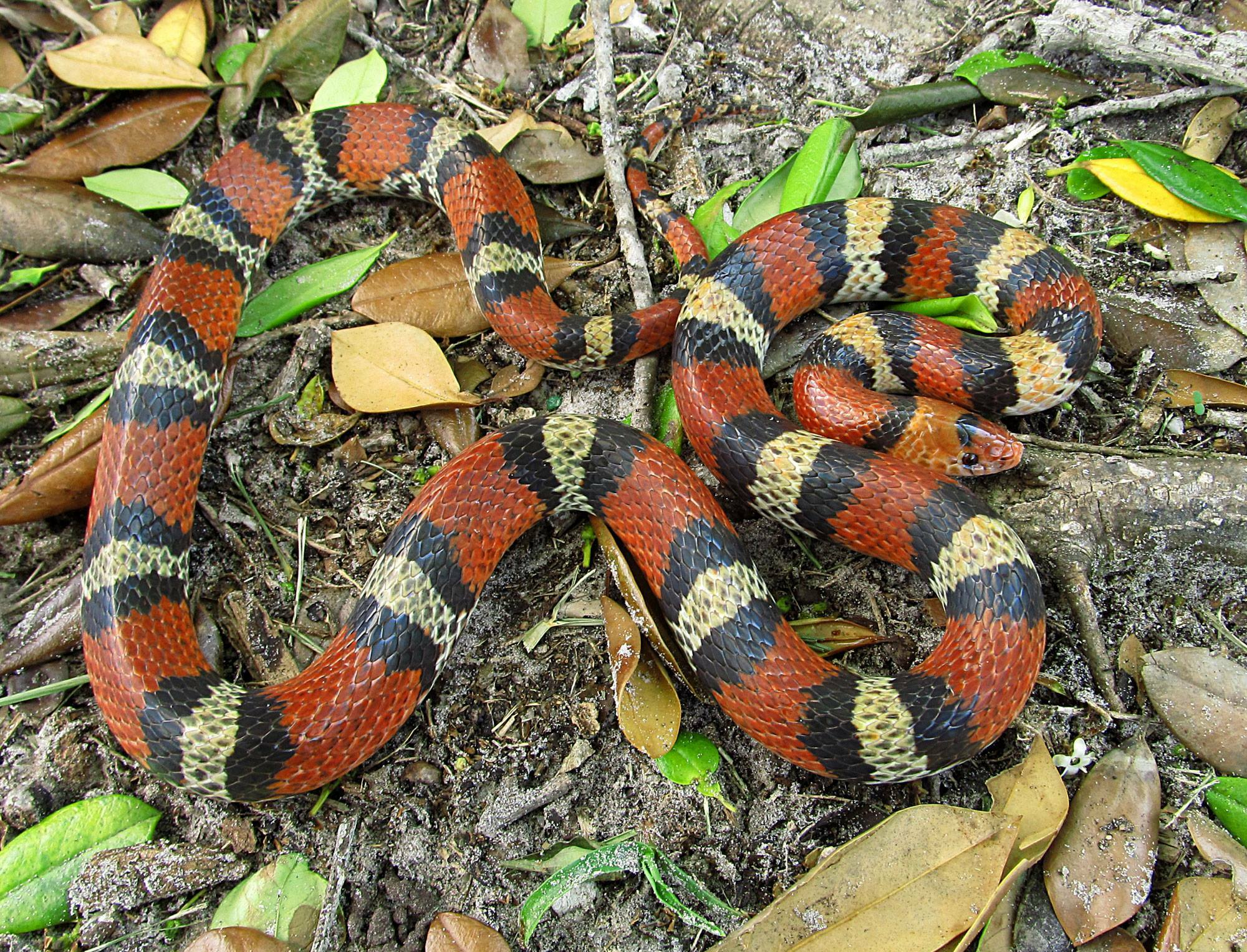
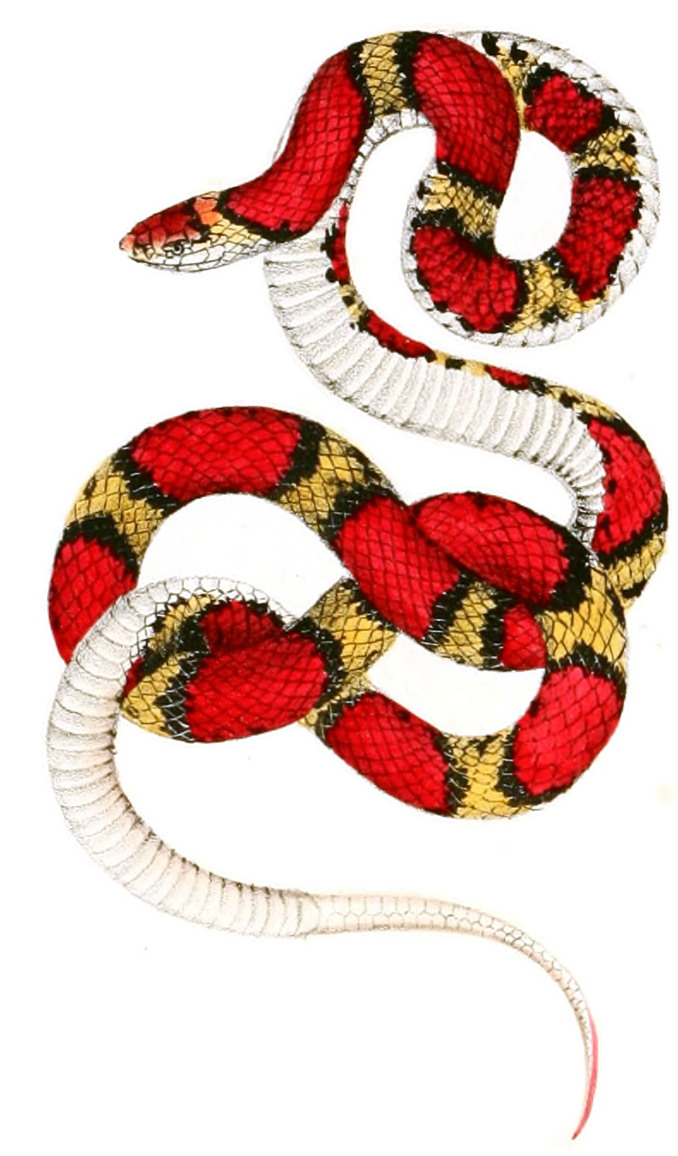

- Tập tin:Cemophora coccinea range INHS.png